# Xestoleberis labiata
Xestoleberis labiata is een mosselkreeftjessoort uit de familie van de Xestoleberididae. De wetenschappelijke naam van de soort is voor het eerst geldig gepubliceerd in 1874 door Brady & Robertson.